# Сентябрь 2013 года

Список событий сентября 2013 года.

## События
- 1 сентября
  - Премьер-министром Сенегала стала Аминату Туре[1].
- 2 сентября
  - Повреждённая землетрясением 1989 года восточная часть моста через залив между Сан-Франциско и Оклендом открылась для проезда автотранспорта, строительство моста продлилось 10 лет и сопровождалось скандалами из-за перерасхода бюджета[2].
  - Американская Verizon Communications объявила о выкупе у британской Vodafone 45 % в их совместном предприятии Verizon Wireless, которое является крупнейшим в США оператором сотовой связи, это третья по величине сделка в истории подобных соглашений[3].
- 3 сентября
  - Объявлено о покупке американской корпорацией Microsoft за 5,44 млрд евро (7,2 млрд долларов) подразделения мобильных телефонов компании Nokia[4].
  - Кабинет министров Колумбии подал в отставку в связи с непрекращающейся всеобщей забастовкой[5].
  - В британском Бирмингеме открылась самая крупная библиотека в Европе[6].
- 4 сентября
  - Вступил в должность президент Мали Ибрагим Бубакар Кейта[7].
  - В Словении стартовал 38-й чемпионат Европы по баскетболу среди мужских команд[8].
- 5 сентября
  - В Буэнос-Айресе открылась 125-я сессия Международного олимпийского комитета, на которой будет избрана столица Летних Олимпийских игр 2020[9].
  - В Санкт-Петербурге (Россия) начал работу саммит G-20[10].
- 6 сентября
  - Новым премьер-министром Мали стал Умар Ли[11].
- 7 сентября
  - Теракт в Дербенте, погиб сотрудник МВД[12].
  - Международный олимпийский комитет выбрал во второй раз Токио столицей Летних Олимпийских игр 2020 года[13].
  - Парламентские выборы в Австралии[14]. По предварительным данным, победу одержала оппозиционная коалиция[15].
  - Президентские выборы на Мальдивах[16].
  - Американское космическое агентство НАСА произвело запуск зонда LADEE для исследования атмосферы Луны[17].
- 8 сентября
  - В России в единый день голосования прошли около 7000 выборов, в том числе выборы губернаторов в восьми регионах, выборы мэра Москвы и выборы депутатов законодательных собраний в шестнадцати регионах[18]. На выборах мэра Москвы победил Сергей Собянин. На выборах мэра Екатеринбурга и Петрозаводска победила оппозиция.[источник не указан 4202 дня]
  - Вступил в должность президент Пакистана Мамнун Хусейн[19].
  - В аэропорту Суварнабхуми (Бангкок) из-за неисправности шасси самолёт Airbus A330 выкатился с полосы, 14 человек пострадали.
- 9 сентября
  - В Гватемале рейсовый автобус сорвался в пропасть; 43 человека погибли, десятки травмированы[20].
  - На АЭС Олкилуото (Финляндия) из-за неполадок турбинного оборудования остановлен второй энергоблок[21].
  - Парламентские выборы в Норвегии[22]. Победу одержала коалиция правых партий[23].
  - Дмитрий Виноградов, устроивший стрельбу и массовое убийство служащих в московском офисе, приговорён к пожизненному заключению, принудительному психиатрическому лечению и штрафу в пользу пострадавших в размере 300 тысяч рублей каждому[24].
  - КНДР отметила 65-летие своего образования[25].
  - Биллу и Мелинде Гейтс присуждена премия Альберта Ласкера — престижная американская награда в области медицинских исследований[26].
- 10 сентября
  - В Иране столкнулись и загорелись два автобуса; погибли 44 человека, более 40 ранены[27].
  - Томас Бах избран новым президентом Международного олимпийского комитета[28].
  - На юге Филиппин повстанцы-исламисты захватили 170 заложников. За 40 лет конфликта погибли более 150 тысяч человек, сотни тысяч стали беженцами[29][30].
  - Легислатура штата Калифорния приняла закон о запрещении продаж новых автоматических винтовок со съёмными магазинами[31].
  - Экс-министр обороны Ирана Али Шамхани назначен на пост главы совета безопасности, Эльхам Аминадзе назначена на пост вице-президента Ирана[32][33].
- 11 сентября
  - Космический корабль Союз ТМА-08М совершил посадку в казахстанской степи. Экипаж посадки Павел Виноградов, Александр Мисуркин, Кристофер Кэссиди[34].
  - Вице-спикер палаты общин Великобритании Найджел Эванс ушёл в отставку из-за сексуального скандала[35].
- 12 сентября
  - Космический аппарат Вояджер-1 вышел в межзвёздное пространство, став первым аппаратом в истории человечества, покинувшим пределы Солнечной системы[36].
  - Учёные Орегонского университета (США) создали вакцину от обезьяньего СПИДа. Предполагается, что новый препарат поможет в дальнейшем в создании вакцин от вируса, вызывающего иммунодефицит человека[37].
  - Исполком РФС выдвинул Санкт-Петербург и Краснодар в качестве городов-кандидатов на проведение матчей Чемпионата Европы по футболу 2020[38].
  - Жертвами двойного теракта в Багдаде стали по меньше мере 35 человек, более 50 человек получили ранения[39].
  - Вступил в должность избранный мэр Москвы Сергей Собянин[40].
- 13 сентября
  - Сирия присоединилась к конвенции о запрещении химического оружия[41].
  - В результате пожара в психиатрической больнице Оксочи под Новгородом погибли 37 человек[42].
  - Завершилось турне председателя КНР Си Цзиньпина по странам центральной Азии (Казахстан, Узбекистан, Туркменистан, Киргизия) завершившееся подписанием многомиллиардных контрактов[43].
- 14 сентября
  - Крупнейший сервис микроблогов Twitter подал заявку на проведение IPO (первичного публичного размещения акций)[44].
  - Террористы напали на консульство США в Герате (Афганистан): четверо погибших, 18 человек получили ранения[45].
  - Премьер-министр Канады приостановил деятельность парламента[46].
  - Женская сборная России по волейболу спустя 12 лет выиграла чемпионат Европы[47].
- 15 сентября
  - Премьер-министром Албании стал Эди Рама[48].
  - Наводнение в штате Колорадо[англ.] (США): пятеро погибших, более 500 пропавших без вести[49][50].
  - Сила ветра в шторме «Ингрид», бушующем в Мексиканском заливе, усилилась до ураганной. Ураган движется к побережью Мексики[51].
  - В Баварии состоялись парламентские выборы. ХСС одержала убедительную победу[52].
  - Жертвами серии терактов в Ираке стали более 50 человек, сотни раненых[53].
  - Боевики подорвали экспортный нефтепровод на северо-востоке Йемена[54].
- 16 сентября
  - Стартовал чемпионат мира по вольной борьбе (Венгрия, Будапешт)[55].
  - На Украине устроили «интернет-референдум» по вступлению в Таможенный союз[56].
  - В Сочи открылся Российский международный олимпийский университет[57].
  - Начались парламентские выборы в Руанде[58]. По предварительным данным, победу в них одержала правящая партия Руандийский патриотический фронт[59].
  - Мужчина открыл стрельбу в здании штаба службы обеспечения ВМС США в Адмиралтействе в Вашингтоне, 13 человек погибли, 8 получили ранения, стрелявший убит[60].
  - Самолёты ВВС Турции сбили сирийский вертолёт Ми-17, вторгшийся в турецкое воздушное пространство[61].
  - Стартовал чемпионат мира по стендовой стрельбе в Перу, (Лима)[62].
- 17 сентября
  - Учёные из Лаборатории Джексона[англ.] (США) сообщили о создании молекулы, способной провоцировать самоуничтожение раковых клеток. По их словам, разработанная ими технология безопаснее и эффективнее применяемой сегодня химиотерапии[63].
  - В Италии у берегов острова Джильо в Средиземном море поднят затонувший 13 января 2012 года круизный лайнер «Коста Конкордиа»[64].
  - В Нью-Йорке начала работу 68-я сессия Генеральной Ассамблеи ООН[65].
- 18 сентября
  - Тони Эбботт вступил в должность премьер-министра Австралии[66].
  - В результате просадки плиты фундамента машинного зала строящейся Загорской ГАЭС-2 произошло частичное подтопление территории здания[67].
  - С космодрома на острове Уоллопс впервые запущен частный грузовой космический корабль Cygnus[68].
  - Компьютерная игра Grand Theft Auto V в первый день продаж принесла своим создателям 800 миллионов долларов[69].
- 19 сентября
  - В Мексике от наводнения погибли 80 человек, пострадали более миллиона[70].
- 20 сентября
  - Парламентские выборы в Свазиленде[71].
  - В Йемене совершена серия террористических актов. Погибли 56 сотрудников силовых структур[72].
- 21 сентября
  - В Ираке (Багдад и Байджи) совершена серия террористических актов. Погибли более 75 человек, ранено около 150 жителей[73].
  - В Нигере в результате наводнения погибли 32 человека, около 135 тысяч человек остались без крова[74].
  - В Эдинбурге прошёл многотысячный марш в поддержку выхода Шотландии из состава Великобритании[75].
  - В Кении боевики сомалийской группировки Харакат аш-Шабаб захватили заложников в торговом центре в Найроби. Погибли 67 граждан разных государств. Среди погибших племянник президента страны[76].
- 22 сентября
  - Террористический акт у христианской церкви в Пакистане: погибли 78 человек, ранены более ста[77][78].
  - Парламентские выборы в Германии[79]. По предварительным данным, победу одержала правящая коалиция ХДС/ХСС[80].
  - Состоялось вручение премии Эмми, лучшим драматическим сериалом назван «Во все тяжкие», лучшим комедийным стал «Американская семейка»[81]
- 23 сентября
  - Осуждённая участница группы Pussy Riot Надежда Толоконникова объявила голодовку, чтобы привлечь внимание к нарушениям в колонии, где она отбывает наказание[82].
- 24 сентября
  - В округе Аваран в горной провинции Белуджистан (Пакистан) произошло землетрясение магнитудой 7,6. Погибли 500 человек, более 1000 получили ранения, десятки пропали без вести, до 100 тыс. остались без крова[83].
  - Компания BlackBerry, бывшая крупнейшим в мире производителем смартфонов, объявила о продаже 100 % своих акций инвестиционному консорциуму Fairfax Financial Holdings[84].
  - Парламент Камбоджи проголосовал за продление полномочий действующего премьер-министра страны Хун Сена, несмотря на протесты оппозиции[85].
- 25 сентября
  - Российская премьера фильма об основателе компании Apple Inc. Стиве Джобсе «Джобс: Империя соблазна» (jOBS (англ. Jobs, стилизовано как jOBS)) собрала рекордные 3,5 млн долларов за первый уик-энд[86].
- 26 сентября
  - Предприятие «БелАЗ» создало самый большой в мире самосвал грузоподъёмностью 450 тонн. Тем самым «БелАЗ» может попасть в Книгу рекордов Гиннесса[87].
  - Старт космического корабля Союз ТМА-10М к международной космической станции, экипаж Олег Котов, Сергей Рязанский (оба Россия) и Майкл Хопкинс (США)[88]. Корабль пристыковался к МКС[89].
  - Американская команда Oracle Team USA стала победителем «Кубка Америки» — одной из самых престижных парусных регат[90].
- 27 сентября
  - При обрушение дома в Мумбаи (Индия) погибли более 50 человек[91].
  - Президент России подписал федеральный закон № 253-ФЗ «О Российской академии наук» и Указ № 735 «О Федеральном агентстве научных организаций (ФАНО)» несмотря на многочисленные протесты научной общественности[92].
- 28 сентября
  - В Нигерии произошло кораблекрушение, погибли 42 человека, пропавших около 100 пассажиров[93].
  - Парламентские выборы в Гвинее[94].
  - 23-летняя представительница Филиппин Меган Янг стала победительницей конкурса Мисс Мира 2013[95].
- 29 сентября
  - Парламентские выборы в Австрии[96]. По предварительным данным, победу одерживает правящая коалиция Социал-демократическая партия Австрии и Австрийская народная партия[97].
  - Сборная России по пляжному футболу второй раз подряд выиграла чемпионат мира[98].
  - В Пешаваре (Пакистан) произошёл взрыв на рынке, погибли около 30 человек[99].
  - В Олимпии зажжён олимпийский огонь XXII зимних Олимпийских игр в Сочи[100].
  - В Нигерии исламистские боевики в штате Йобе застрелили около 50 студентов[101].
  - В Эль-Мусайибе (Ирак) произошёл теракт в шиитской мечети, погибли 40 верующих[102].
  - Мужская сборная России по волейболу впервые в истории выиграла чемпионат Европы[103].
- 30 сентября
  - В Антверпене (Бельгия) открылся чемпионат мира по спортивной гимнастике[104].
  - Парламентские выборы в Камеруне[105].
  - В результате серии взрывов в столице Ирака Багдаде погибли более 50 человек[106].
  - Парламент Доминики избрал новым президентом Чарльза Саварина, который вступает в должность 2 октября[107].